# Dioscorea palmeri
Dioscorea palmeri är en enhjärtbladig växtart som beskrevs av Reinhard Gustav Paul Knuth. Dioscorea palmeri ingår i släktet Dioscorea och familjen Dioscoreaceae. Inga underarter finns listade i Catalogue of Life.